# 蔣棆
蔣棆，字玉材，江蘇常熟縣人。清朝官员。

## 生平
蔣棆出身常熟蔣氏望族，曾祖蔣伊、祖父蔣陳錫、父蔣泂均為進士出身。蔣棆品性卓絕，其母生病，蔣棆侍奉五年，直至痊愈。後官至順天府寶坻縣知縣。